# Hurbînți, Sribne
Hurbînți (în ucraineană Гурбинці) este localitatea de reședință a comunei Hurbînți din raionul Sribne, regiunea Cernihiv, Ucraina.

## Demografie
Componența lingvistică a localității Hurbînți
     Ucraineană (99,06%)
     Alte limbi (0,94%)
Conform recensământului din 2001, majoritatea populației localității Hurbînți era vorbitoare de ucraineană (99,06%), existând în minoritate și vorbitori de alte limbi.